# Aulo Cecina Severo (cônsul em 1 a.C.)
Aulo Cecina Severo (em latim: Aulus Caecina Severus) foi um político e general romano nomeado cônsul sufecto em 1 a.C. no lugar de Lúcio Calpúrnio Pisão. Sabe-se que Severo era descendente de uma distinta família de Volterra, mas sua reputação em Roma deve-se principalmente aos seus feitos militares durante a Grande Revolta da Ilíria e nas campanhas de Germânico na região do Reno.

## Primeiros anos
Em 6 d.C., Severo foi legado imperial na Mésia, onde estava quando irrompeu a Grande Revolta da Ilíria. Ele foi convocado a trazer suas forças para sufocar a revolta e se juntou a Marco Pláucio Silvano. No ano seguinte, os dois enfrentaram os desidiates e os breucos em Sírmio, uma vitória para os romanos conquistada à custa de pesadas baixas. Severo foi forçado a retornar para a Mésia apressadamente pois dácios e sármatas invadiram a província provocando grande comoção. Pelos dois anos seguinte, Severo continuou lutando contra os rebeldes na província de Ilírico, infligindo-lhes outra derrota em 8 quando eles tentavam evitar que seu exército se juntasse ao de Germânico na Panônia. A revolta foi finalmente aplacada em 9.

## Revolta no Reno
Severo reaparece nas fontes por volta de 14, desta vez como legado encarregado das legiões romanas acampadas na fronteira do baixo Reno na Gália Bélgica (o território da futura província da Germânia Inferior), sob o comando geral de Germânico. Quando as legiões se revoltaram depois da morte de Augusto, os homens de Severo estavam entre os primeiros. Eles exigiam a desmobilização dos que haviam servido em um número excessivo de campanhas e um aumento no soldo dos demais. Aparentemente Severo perdeu a coragem durante o motim. Inicialmente, ele nada fez para impedir que a desordem se espalhasse e, quando seus centuriões buscaram sua proteção, Severo os entregou aos revoltosos para que fossem torturados e mortos. Germânico foi forçado a intervir e acabou concordando com as demandas dos rebeldes, conseguindo o dinheiro para pagar pelo menos alguns deles. Severo recebeu ordens de levar a I Germanica e a XX Valeria Victrix juntamente com seu tesouro praticamente vazio até Oppidum Ubiorum.
Quando o próprio Germânico chegou lá, Severo foi enviado a Castra Vetera, onde estavam as amotinadas V Macedonica e a XXI Rapax. Determinado a fazer delas um exemplo, Germânico ordenou que Severo declarasse aos legionários que a não ser que eles mesmos punissem os principais líderes da revolta, ele próprio marcharia para lá com um exército muito maior para executar soldados escolhidos aleatoriamente. Severo discutiu a situação com homens de sua confiança e eles concordaram em ceder — todos os líderes da revolta foram capturados e mortos antes da chegada de Germânico.

## Guerras germânicas

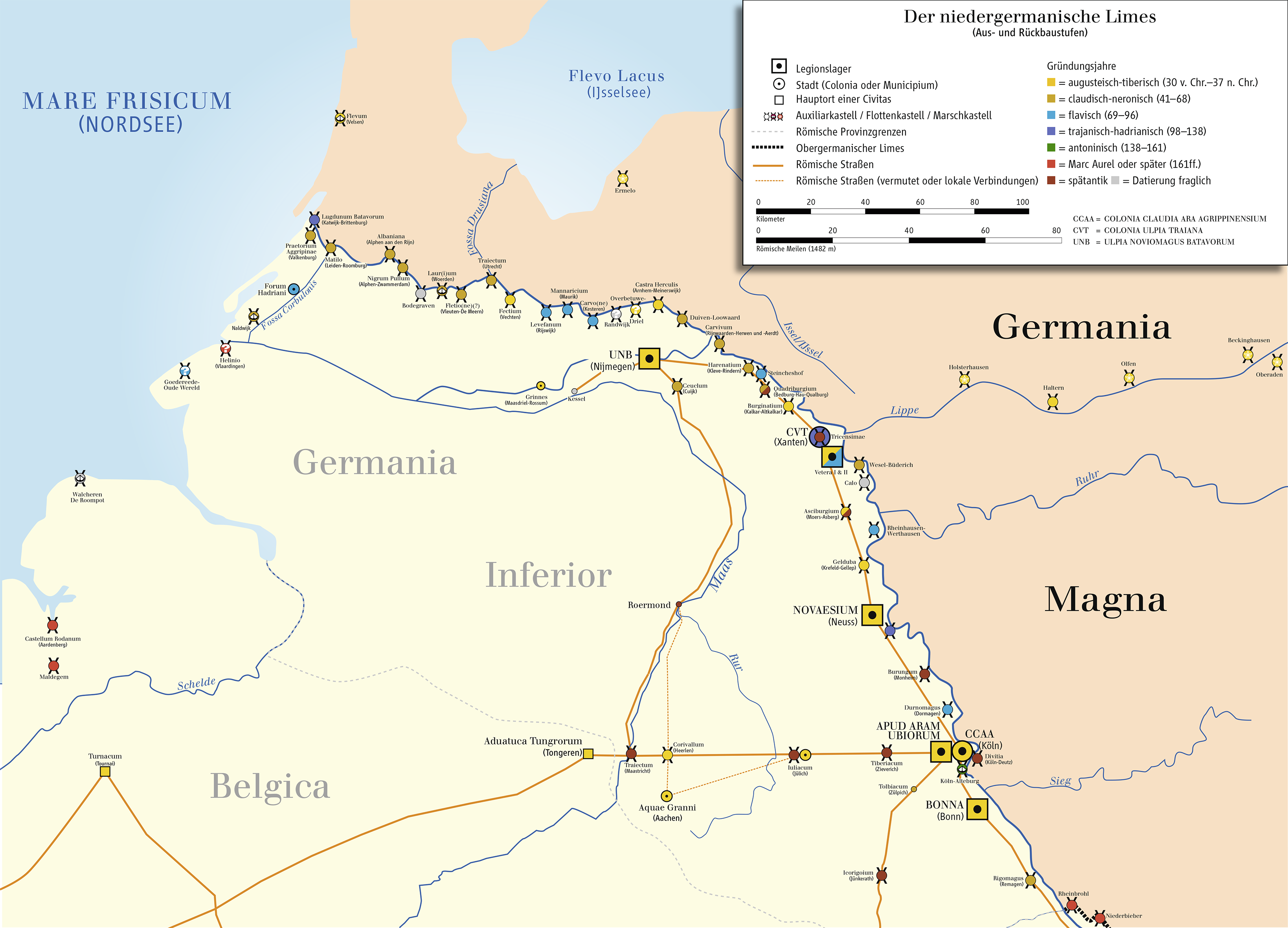
Limes da Germânia Inferior, a região onde Cecina Severo atuou sob o comando geral de Germânico.

No ano seguinte (15), Severo se envolveu nas campanhas contra Armínio e os queruscos. Germânico, que primeiro atacou os catos, deixou-o no comando de quatro legiões no Reno. Severo logo se viu forçado a repelir um avanço dos queruscos e aproveitou a chance para vencer uma batalha contra os marsos. Depois disto, sabendo que Armínio havia formado uma enorme coalizão de forças, Germânico enviou Severo com quarenta coortes até o rio Ems com ordens de saquear e destruir tudo pelo caminho como distração. Depois de se reunir com Germânico, os romanos seguiram para a Floresta de Teutoburgo. Severo foi enviado na vanguarda para avaliar a força do inimigo e para construir pontes e abrir caminho para o exército principal que vinha atrás.
Depois de travar uma batalha pouco decisiva contra Armínio, Germânico ordenou que Severo retomasse o comando de suas antigas forças e marchasse de volta para o Reno. Ao chegar ao local conhecido como "Longas Pontes" e de verificar que a travessia era impossível, Severo acampou para começar a consertar as passagens que lhe permitiram continuar a marcha até o Reno. Porém, Severo foi atacado por Armínio e, com muita dificuldade, conseguiu repelir o ataque até o cair da noite. No dia seguinte, os dois exércitos recomeçaram o ataque e as legiões romanas quase foram derrotadas quando se viram separadas umas das outras. Severo, tentando manter a linha de frente contra os germânicos, se viu derrubado de seu cavalo e só sobreviveu por causa da rápida reação da I Germanica. Quando Severo percebeu que uma grande quantidade de inimigos estava deixando a luta para saquear o comboio de bagagem romano, ele ordenou a retirada. Esta ordem permitiu que a I Germanica e a XX Valeria Victrix conseguissem alcançar novamente a V Alaudae e a XXI Rapax em terra seca antes do cair da noite. Durante a noite, um rumor rapidamente se espalhou afirmando que os germânicos havia conseguido invadir o acampamento, o que provocou uma correria até os portões. Severo não conseguiu convencer os soldados de que não havia um ataque e teve que se jogar no chão debaixo do portão para conseguir que os soldados parassem para ouvi-lo.
O plano de Armínio era permitir que os romanos reiniciassem a marcha no dia seguinte para atacá-los em campo aberto. Porém, o tio dele, Inguiomero, não queria arriscar que os romanos escapassem e propôs que o acampamento romano fosse atacado ao alvorecer. Os demais chefes germânicos concordaram e Armínio foi voto vencido.
Ao amanhecer, Severo discursou para aumentar o moral e a coragem de suas forças e preparou um plano de contra-ataque caso fosse atacado. Por isso, os romanos conseguiram derrotar os germânicos atacando o acampamento. Depois disto, os romanos conseguiram completar as obras de restauro das passagens e reiniciaram a marcha até o Reno sem percalços. Por sua vitória, Severo recebeu a ornamenta triumphalia.
Em 16, Severo ainda estava com Germânico na Germânia e recebeu ordens de construir uma frota de mil navios para transportar as legiões pelo mar do Norte até o interior da Germânia através da foz do rio Ems. Acredita-se que ele tenha acompanhado Germânico nesta campanha e retornado com ele até Roma no final do ano.

## Últimos anos
Depois de reassumir sua cadeira no Senado, Cecina propôs uma moção em 20 para que um altar fosse construído em honra à deusa Nêmesis ("vingança") em agradecimento ao que ele chamou de justa morte de Cneu Calpúrnio Pisão, amplamente considerado responsável pela morte de Germânico no ano anterior. O imperador Tibério vetou a moção. Em 21, Severo propôs uma nova moção durante um debate sobre o preenchimento do posto de procônsul da África, desta vez para proibir que governadores provinciais levassem suas esposas consigo quando assumissem seu posto. Este discurso foi interrompido muitas vezes por vários senadores que lembraram que este não era o ponto crucial em discussão e que Severo não estava qualificado para agir como um censor em assuntos desta natureza. Sua moção recebeu oposição de Marco Valério Messala Messalino e Druso Júlio César, o que fez com que ela não fosse aprovada.
Severo se casou e teve seis filhos.